# Era d'Aquari
L'Era d'Aquari és una de les dotze eres astrològiques. El 1929, la Unió Astronòmica Internacional va definir les vores de les 88 constel·lacions oficials; a partir d'aquests acords, la frontera establerta entre Piscis i Aquari situaria l'inici de l'era d'Aquari al voltant del segle XXVII.
Es creu que l'Era d'Aquari comportarà una edat d'agermanament universal arrelada en la raó, on serà possible solucionar els problemes socials d'una forma justa i equitativa, i amb més oportunitats per a la millora intel·lectual i espiritual, ja que Aquari és un signe científic i intel·lectual. Tradicionalment governa l'electricitat, la tecnologia, la democràcia, la llibertat, l'humanisme, l'idealisme, la modernització i les rebel·lions.
L'astrologia oriental associa l'actual era de peixos amb el yin (espiritualitat i intuïció). Aquari, per la seva banda, representa el yang, posant èmfasi en la racionalitat i l'alta tecnologia.